# Star Butterfly
 (juin 2020).
Star Butterfly (Star vs. the Forces of Evil) est une série télévisée d'animation américaine en 77 épisodes doubles créés par Daron Nefcy et produite par Disney Television Animation.
Aux États-Unis, le pilote a été diffusé le 18 janvier 2015 et le 19 sur Disney Channel, puis la série à partir du 30 mars 2015 sur Disney XD. En France et Suisse, le pilote a été diffusé le 25 juin 2015 sur Disney Channel, et enfin de septembre 2015 au 30 avril 2020 sur Disney XD. Les épisodes sont ensuite rediffusés régulièrement depuis sur Disney Channel.
La série est disponible en vidéo à la demande depuis le lancement de la plateforme Disney+.

## Synopsis
Star Butterfly est la princesse d'un royaume dans une autre dimension nommé Miouni. Elle fut envoyée sur Terre après avoir accidentellement ravagé son domicile avec sa nouvelle baguette magique, qu'elle ne maîtrise pas encore très bien. Arrivant donc dans la famille Diaz, elle se fait un nouveau meilleur ami du nom de Marco. Les deux héros essaieront alors d'avoir une vie normale, et en parallèle, de combattre le maléfique Ludo à travers les dimensions afin que la baguette de Star ne tombe pas entre ses mains.

## Personnages

### Personnages principaux
Star Butterfly, dite Celle qu'on sous-estime
Star est le personnage principal de la série et la princesse de Mewni. Enthousiaste, souriante et blonde aux yeux bleus, elle ne lâche rien et est toujours partante. Celle-ci part vivre chez les Diaz, le temps qu'elle apprenne à utiliser sa baguette. Elle ne maîtrise pas ses pouvoirs et ne sait pas encore qu'elle détient un énorme potentiel magique. Star se lie d'amitié avec Marco, Janna et plus ou moins avec Jackie ainsi que plusieurs autres personnes sur Terre. Mais en secret, elle est amoureuse de Marco. À la fin de la saison 2, elle apprend par sa mère que Toffee est de retour et qu'elle doit repartir sur Mewni, sans doute définitivement, Star parle à Marco et avoue ses sentiments pour lui avant de quitter la Terre en larmes. Pendant la saison 3, après la mort de Toffee, Star a décidé de rester sur Mewni afin d'agir de façon plus sérieuse et mature pour être une meilleure princesse et créer un avenir où les monstres et les Mewmains vivent ensemble, elle a même renoué sa relation avec Tom pour oublier ses sentiments pour Marco. Lorsque Marco retourne sur Mewni pour s'installer, Star n'est pas ravie qu'il soit revenu mais finit par accepter et fait de lui son écuyer puis ils continuent leurs aventures. Plus tard, Star apprend que Marco est amoureux d'elle et partagent ensemble leur premier baiser malgré sa nouvelle relation avec Tom, elle apprend de même lors du procès d'Eclipsa qu'elle n'est pas une vraie membre de la famille royale au point de douter d'accéder au trône de Mewni. À la suite de la disparition de Moon, Star est déclarée reine par intérim et doit affronter Météora pour l'empêcher de reprendre le trône. Après la défaite de cette dernière, elle a rendu sa baguette à Eclipsa en raison de ses vraies origines et qu'elle puisse réparer les erreurs du passé. Dans la dernière saison, Marco confie ses sentiments à Star et elle fait de même, elle apprend ensuite qu'elle doit détruire la magie afin de sauver Mewni. Elle est donc la dernière reine de Mewni et aura créé une nouvelle ère sans magie.
Marco Diaz
Marco est le meilleur ami de Star, ainsi qu’un des personnages principaux. Il est quelquefois agacé par le comportement de Star qui est énergique mais est content de l'avoir à ses côtés. Il est amoureux de Jackie Lynn Thomas depuis la maternelle dont il est sorti avec elle avant de mettre fin à leur relation à cause de l'importance de son amitié avec Star. Malgré tout cela, Marco est courageux et peut accomplir de nombreuses choses par lui-même, y compris des Nachos. Marco pratique aussi du karaté au dojo, où il est souvent confronté à Jérémy. Dans le dernier épisode de la deuxième saison Starcrushed, il apprend que Star est amoureuse de lui avant que celle-ci ne parte définitivement pour Mewni. Au début de la troisième saison, Marco part s'installer sur Mewni et devient l'écuyer royal de Star afin qu'ils puissent continuer à vivre leurs aventures. Plus tard, il comprend grâce à Tad qu'il a des sentiments pour Star bien qu'elle soit de nouveau en couple avec Tom. Marco le lui avoue quand ils s'interrogent sur le changement de leur amitié au mariage de Ruberiot et Foolduke et s'embrassent pour la première fois dans la cabine photo. Il aide Star à s'occuper des devoirs royaux après sa déclaration de reine par intérim et à combattre Météora. Marco est prêt à tout pour assurer sa protection. Il confie encore une fois ses sentiments à Star et ils s'embrassent à la fin de la dernière saison de Star Butterfly.

### Personnages secondaires
Ludo Avarius
Ludo était l'ennemi de Star et Marco au début de la première saison jusqu'au début de la troisième. En raison de son enfance terrible et de la nécessité de prouver sa valeur en expulsant toute sa famille de chez eux, Ludo cherchait la baguette de Star pour pouvoir utiliser ses pouvoirs et conquérir l'univers. Il commandait une armée de monstres, comme la plupart de ses serviteurs étaient incompétents, il dut finir par embaucher Toffee, mais est plus tard trahi par ce dernier lorsque Toffee prend le relais des opérations et le fait sortir de son château. À la fin de la saison 1, son château fut détruit et Ludo jeté dans le vide. Dans la saison 2, après quelque temps de recherches dans la nature sauvage, il acquit une baguette faite du bras coupé de Toffee qui s'agrippait à un fragment corrompu de la baguette de Star. Ses nouveaux sbires dans la saison 2 sont principalement une araignée, un aigle géant ainsi qu'un groupe de rats et de certains monstres. Il utilisait sa baguette avec un certain succès modéré en lévitation mais fut finalement possédé par Toffee avant d'être utilisé pour prendre le contrôle de Mewni pendant les événements du téléfilm La bataille pour Mewni jusqu'à ce que Toffee abandonne son corps après avoir récupéré son doigt. Après avoir joué un rôle dans la disparition de Toffee, Ludo convainc Star de le renvoyer dans le vide pour plus d'introspection et celle-ci lui donna un paquet de chips avant de le renvoyer en lévitation dans le vide.
Moon Butterfly, dite la Téméraire
Moon est la reine de Mewni, avec River à ses côtés. Adolescente, elle succéda au trône et à la direction du Haut Commissariat à la Magie lorsque sa mère fut tuée par Toffee lors de son attaque contre Mewni. Elle conclut un accord avec Eclipsa pour apprendre la magie noire en échange de sa liberté quand Toffee sera achevé. Moon s'opposa à Toffee et coupa son doigt pour mettre fin à la guerre entre les mewmains et les monstres. Elle essaya de faire de Star une princesse parfaite et pouvait parfois la surprotéger. Dans la saison 3, Moon travaillait avec Eclipsa pour forcer le Haut Commissariat à la Magie à admettre leurs actions contre elle. En voulant ramener Meteora au château avec Eclipsa, Moon se fit corrompre et s'enfuit au royaume de la magie oubliant ses souvenirs, elle se fut bannie avec Star par le nouveau-né et était depuis introuvable. Elle est retrouvée au début de la dernière saison et ne se rappelle plus de rien. À la fin de la saison 4, on apprend qu'elle a trahi tout le peuple en employant Mina pour renverser Eclipsa et, à la suite de ces évènements, Star détruit la magie. Moon et Star se réconcilient dans Cleaved.
Tête de licorne (Lilacia)
Tête de licorne (ou Lilacia) est la meilleure amie de Star. Elle est décrite comme impertinente, sarcastique et espiègle. Elle ne s'entend pas beaucoup avec Marco et est parfois jalouse de lui quand il interagit avec Star. Dans la saison 3, Tête de licorne retourne à Sainte Olga et se retrouve confronté à Meteora et perdit sa corne après sa défaite contre elle ce qui la plongea dans une dépression. Elle reçoit une greffe de corne par son ex petit ami dans l'épisode Le retour de tête de licorne. Elle aide Star et Marco à combattre Meteora à la fin de la saison 3. On peut également noter que sa relation avec Star devient de moins en moins bonne à cause de son caractère un peu narcissique et de ses shows dans la dernière saison mais à part ça, elle est toujours amie avec Star dans Cleaved.
Tom Lucitor
Tom est le prince démoniaque du monde souterrain de Mewni, étant à moitié mewmain du côté de son père dont il a hérité la colère. Il est présenté comme l'ex-petit ami de Star. Tom essaye de reconquérir l'amour de Star par la ruse mais Marco lui en empêche sans arrêt. Il finit par se lier d'amitié avec lui et comprend qu'il ne peut pas la reprendre. Plus tard, bien qu'il soit passé à autre chose, Tom fini par renouer sa relation avec Star tout en restant ami avec Marco mais apprend que les deux se sont embrassés au cours du mariage de Ruberiot et Foolduke pendant qu'il aide à combattre Météora et pense que ceci est du bluff. Il rompt avec Star à cause de son amitié très proche avec Marco et souhaite que lui et Star se mettent enfin ensemble.
Janna Ordonia
Janna Ordonia est une étudiante d'origine philippine à l'Académie d'Echo Creek. C'est une amie de Star et Marco qui s'intéresse aux sujets macabres, à l'occulte et à d'autres choses d'origine paranormale. Elle est souvent présentée comme malfaisante, généralement aux dépens de Marco. Janna est un peu un fauteur de troubles. Elle a en quelque sorte convaincu Ferguson de donner son livre d'instructions magiques de Star dans Mewberty après que Star l'ait perdu avec un pari, et bien qu'elle ait laissé Marco le récupérer sans combat, elle lui a fait remarquer qu'elle avait les clés de la maison. 
 Elle aime aussi les choses macabres. Dans Interdimensional Field Trip, elle suggère à la classe de se rendre dans une morgue lorsque Star propose d'aller quelque part "en s'amusant", devient "la meilleure amie" d'un squelette vivant et est impatiente de voir la créature la plus dangereuse de l'univers. Dans Hungry Larry, elle accepte volontiers d'appeler l'esprit titulaire. Dans Bon Bon the Birthday Clown, elle organise une séance (avec l'aide de Star) dans l'espoir de voir le fantôme du clown éponyme depuis longtemps décédé. 
 Le rôle de Janna en tant que fauteur de troubles est confirmé lorsqu'elle se présente en retenue avec Star, Serge, Ingrid et Toby dans Girls'Day Out. Janna se montre également très stratégique en coupant court avec Star. 
 En outre, Janna peut être irresponsable et inattentive, comme le montre Meteora's Lesson lorsqu'au lieu de garder Meteora, elle joue sur son téléphone, complètement inconsciente du moment où Meteora voyage dans le temps avec Glossarick.
Jackie Lynn Thomas
C'est l'une des camarades de classe de Marco, elle est passionnée de skateboard. Marco l'aime depuis la maternelle. Jackie apprécie Marco aussi et ils échangent leur amour et sont en couple un peu plus tard. Elle était quelque peu la raison pour laquelle Star utilisait la magie noire même sans le vouloir. Elle rompt avec Marco à cause de l'importance de son amitié avec Star.
M. et Mme Diaz
Rafael et Angie Diaz sont les parents de Marco, ils ont hébergé Star pendant son séjour sur Terre. On apprend que Angie est enceinte et qu'elle et Rafael prévoient d'appeler leur nouveau fils « Marco Jr. ». Le bébé est finalement une petite fille qu'ils appellent Mariposa.
Fan de Star #13
Elle dit que c'est son vrai nom, et qu'elle est née comme ça. Elle est fan de Star. Elle aurait abandonné son véritable nom pour StarFan13. Avant de s'appeler comme ça, elle s’appelait BethanyFan13.
Krapotoro (Yvgeny Bulgolyubov)
Un des soldats dans l'armée de monstres de Ludo. Cependant, il démissionne lorsqu'il obtient ses œufs. Il devient plus proche de Star et Marco et leur confie souvent ses petits. Malgré les tensions entre les mewmains et les monstres, il décide de quitter Mewni avec ses enfants et d'autres monstres et de revenir quand Star sera devenu reine.
Oscar Greason
Élève du même collège que Star et Marco mais ne s'y rend que très rarement. Il passe la plupart de ces journées sur le capot de sa voiture jouant de la musique. On apprend qu'il a quitté le collège pour poursuivre sa passion pour la musique. Star est dingue de lui et dit que c'est le garçon qu'elle aime. La révélation de son béguin pour Marco a montré qu'elle ne s'intéresse plus à lui. Il travaille plus tard au Britta's Tacos avec Sensei.
Hekapoo
Personnage mystérieux. Elle est l'une des membres du Haut Commissariat à la Magie et conçoit les ciseaux dimensionnels, elle a même conçu ceux de Marco. Elle intervient pour discipliner Rhombulus après s'être battu avec Glossaryck un peu plus tard. Pour punir Marco d'avoir trop abuser des ciseaux de Star, elle le met au défi de souffler la flamme sur sa tête mais lui complique les choses avec ses pouvoirs. Après 16 ans passés dans sa dimension, Hekapoo reconnaît officiellement la détermination de Marco et lui offre en récompense sa propre paire de ciseaux dimensionnels. Elle travaille ensuite avec Marco, ils ferment des portails dimensionnels jusqu'à ce qu'elle apprenne que c'est Star qui les invoque et que Marco ne lui a jamais dit. Elle met un terme à leur collaboration mais promet de ne rien dire car elle aime l'apparence adulte de Marco. Hekapoo a caché avec le reste du conseil l'exil de la fille d'Eclipsa. Elle aide à combattre Météora. Elle emmène Marco, Star, Moon et Eclipsa dans la taverne de la fin du multivers afin qu'ils soient en sécurités.
Rhombulus
Bourreau du Haut Commissariat à la Magie, Il a un caractère très impulsif et a tendance à agir sans réfléchir. Pendant le procès d'Eclipsa, il avoue ce que lui et le reste du Haut Commissariat ont fait à la fille d'Eclipsa.
Omnitraxus Prime
C'est l'un des fondateurs du Haut Commissariat à la Magie, il est aussi le maître de l'espace et du temps. Son nom est une référence à Optimus Prime, le chef des Autobots dans Transformers.
Lekmet
Haut chancelier du Haut Commissariat à la Magie, il est un démon à tête de chèvre parlant en langage caprin. À la fin de la saison 2, Lekmet meurt en exerçant son énergie vitale pour soigner le reste du conseil et Moon lors de leur combat contre Toffee.
Glossaryck
Sorte de guide de toutes les générations de princesses Butterfly, Glossaryck ressemble à un génie, il est bleu et a 6 doigts à chaque main. Il est vêtu d'une sorte de toge. Il est fan de pudding. Ses réflexions ne sont jamais claires et ont toujours un sens caché. Son rôle est de guider le possesseur du livre, peu importe qu'il soit bon ou mauvais, c'est pourquoi il ne semble pas avoir de camp et reste un personnage ambigu, et a manifestement une vision du monde et une façon de penser très différente du reste des autres personnages. Il est détruit par Ludo en même temps que le livre de magie un peu plus tard. Star le restaure au sanctuaire magique, mais son intelligence s'est prétendument réduite à celle d'un animal ; il se contente de dire sans arrêt « Globgor ». On apprend plus tard qu'il a gardé son intelligence normale et voulait en réalité révéler que Globgor est le nom du mari d'Eclipsa et qu'il a essayé de prévenir Star pendant des mois avant de rejoindre Eclipsa au temple des monstres. Son nom est un jeu de mots avec « Glossary » qui veut dire « Glossaire ».
Kelly
Kelly est une habitante de Mewni, lié d'amitié avec Star et Marco, elle a un petit ami du nom de Tad qui vit dans ses cheveux dont elle a rompu plusieurs fois avec lui avant de le faire définitivement. Elle partage ses sentiments avec Marco mais les deux ne sont pas en couple.
Tad
Tad est le petit-ami de Kelly, il refuse de quitter ses cheveux à cause de leur rupture définitive. Il est ami avec Star et Marco. Marco apprend grâce à lui ses sentiments pour Star. On apprend qu'il vit toujours dans les cheveux de Kelly après leur rupture. Finalement, il quitte enfin les cheveux de Kelly pour toujours et la laisse partiellement tranquille, Kelly ne veut pas le supprimer de ses contacts car il lui manque.
Roi River Johansen Butterfly
C'est un membre de la famille Johansen, il est l'époux de Moon et le père de Star. Il adore la nature et la forêt et voudrait vivre une vie normale avec sa femme et sa fille.
Ruberiot
C'est un des chanteurs de la famille royale Butterfly, il a révélé à tout le peuple de Mewni la perte du livre de magie par Star ainsi que les sentiments qu'elle avait pour Marco. Il se marie avec Foolduke malgré leurs nombreuses disputes.
Principal Skeeves
C'est le principal de l'Académie d'Echo Creek où étudiaient Star et Marco avant de se retrouver sur Mewni.
Ferguson et Alfonso
Ferguson O'Durguson et Alfonso Dolittle sont les deux meilleurs amis de Marco à Echo Creek. Ils se joignent dans certaines des aventures dimensionnelles de Star et Marco.
Miss Skullnic
Margaret Skullnic est la professeur principal et de mathématique de la classe de Star et Marco à l'Académie d'Echo Creek. Elle est accidentellement transformée en une troll verte par Star et conserve ensuite sa forme pour le restant de ses jours, elle finit par s'y habituer.
Sensei
Sensei est le maître du dojo où Marco apprend le karaté. Il est révélé plus tard que Sensei est son vrai prénom et se fait parfois appeler Brantley. Il a appris son karaté à partir de vidéos pédagogiques et atteint sa ceinture rouge avec Marco. Il travaille au Britta's Tacos avec Oscar.
Jeremy Birnbaum
Jeremy Birnbaum est un enfant gâté et le rival de Marco dont les parents critiquent le dojo de Sensei.
Britney Wong
Britney Wong est une élève d'Echo Creek Academy et la chef des pom-pom girls qui est souvent ennuyée par les pitreries de Star.
Toffee
Toffee est un septarien, une race de lézards humanoïdes qui possèdent des capacités de régénération qui les rendent quasiment immortels, et est un ennemi de la famille Butterfly. Des années avant de rencontrer Ludo, Toffee dirigea une armée septarienne contre Mewni avant une confrontation contre Moon Butterfly qui lui fit perdre son doigt l'obligeant à prendre la fuite. Après que Star soit allé sur Terre, Toffee convainc Ludo de l'engager comme expert en manipulation. Toffee utilise son charisme pour convaincre les sbires de Ludo de se débarrasser de Ludo et de le servir. Il capture Marco et force Star à détruire sa baguette. Bien qu'il soit consumé dans l'explosion, son bras devient squelettique tenant le fragment corrompu de la baguette de Star. Son bras est trouvé quelque temps plus tard par Ludo qui l'utilise comme baguette. Cependant, Toffee manipule lentement Ludo et le possède progressivement. Il prend le contrôle de Mewni et oblige Moon à lui rendre son doigt coupé, rétablissant ainsi son corps. Toffee finit par être gravement blessé par Star avant d'être achevé par Ludo qui lui assène un pilier. Il avait finalement raison lorsqu'il a dit qu'il fallait détruire la magie car elle était maléfique.
Eclipsa Butterfly, dite la Reine des Ténèbres
C'était une ancienne reine de Mewni et l'ancêtre anciennement supposée de Star et Moon Butterfly avant que leur véritable lignée ne soit révélée. Pour avoir utilisé la magie noire et s'être enfuie avec un monstre, Globgor, Eclipsa a été emprisonnée par le Haut Commissariat à la Magie dans un cristal et sa fille fut remplacée par la paysanne Festivia, la véritable ancêtre de la lignée de Star. Quand Mewni a été attaqué par Toffee la première fois, Moon a conclu un accord avec Eclipsa pour apprendre la magie noire qui pourrait tuer Toffee en échange de sa liberté. Cependant, Moon a utilisé le sort pour couper le doigt de Toffee à la place. Lorsque Toffee est tué, Eclipsa est libérée de sa prison de Cristal après 300 ans à la demande de Star après son arrivée sur Mewni. Eclipsa est assigné à résidence dans le château pour attendre un procès équitable. Lorsque le procès a lieu, Eclipsa a aidé Star et Moon à forcer le Haut Conseil de la Magie à admettre leurs actions contre elle. Malgré les tentatives d'Eclipsa pour atteindre sa fille, provoquant involontairement la disparition de Moon, elle utilise la baguette de Star pour transformer Météora en bébé et Star lui dit de garder sa baguette à cause de ses origines. Elle part ensuite pour le temple des monstres, trouvant Globgor toujours dans sa prison de cristal. Elle devient reine et se fait couronner.
Météora Butterfly, alias Mlle Odieuse
Météora Butterfly est la fille hybride d'Eclipsa et Globgor et est la véritable héritière du trône de Mewni, ayant été remplacé par une paysanne nommée Festivia par le Haut Conseil de la Magie. Élevée par la directrice robot de Sainte Olga, qui l'a nommée « Odieuse » après avoir entendu Shastacan la qualifier ainsi, Météora a oublié son identité et a finalement pris la direction de la maison de correction de Sainte Olga avec le soutien de son assistant Gemini et le chasseur de primes septarien Rasticore. Plus tard, elle est expulsée de Sainte Olga lorsqu'elle est renversée par Star et Marco qui leur en voulait. Météora est tombée accidentellement sur la maison de son enfance. Elle est ensuite retournée à Sainte Olga, détruisant la corne de Tête de licorne après avoir appris toute la vérité sur son passé et aspirant à revendiquer son droit de naissance en tant que reine de Miouni. Se transformant progressivement en un monstre géant, Météora est finalement changée en bébé par Eclipsa.
Globgor
C'est le mari monstre d'Eclipsa et le père de Météora qui a été cristallisé à peu près à la même époque qu'Eclipsa. Il est représenté par des portraits de lui et Eclipsa pendant toute la série. Glossarick a essayé de prévenir Star sur lui pendant des mois avant de rejoindre Eclipsa au temple des monstres. Il est libéré de son cristal par Moon et est finalement accepté par tous les mewmains.

### Personnages aux joues marquées
Il semble que toutes les filles de la famille royale de Mewni ont des joues symbolisées, ainsi que quelques garçons (notamment Jushtin), qui s'illuminent de leur couleur lorsque la personne utilise un sort puissant avec la baguette. Cependant ces marques ne sont pas génétiques, elles proviennent d'une longue exposition à la magie, comme le démontre les cas de Marco et Festivia. Cependant, dans le cas de Marco, son exposition à la magie étant encore insuffisante, ses marques sont temporaires.
CœursStar possède deux cœurs rose pâle sur ses joues.

CarreauxLa reine Moon, mère de Star, possède deux carreaux roses sur ses joues. La reine Festivia possédait des marques similaires, de couleur fuschia.

PiquesEclipsa, possède de la même façon, deux piques rose foncé sur ses joues, qui brillent lorsqu'une de ses puissantes formules est en exécution comme dans l'épisode "Moon the undaunted" dans le souvenir de Moon.

Croissants de LuneDans l'épisode Deep dive, Marco brandit la baguette de Star pour utiliser le sort de l'« Œil qui voit tout » afin de trouver Star. Au moment où il récite la formule, des croissants de Lune apparaissent sur ses joues. Les joues de Marco apparaissent également dans Cleaved lorsqu'il doit utiliser des sorts pour protéger Star. La reine Celena avait également des marques en forme de croissant de Lune violets.

TrèflesL'antagoniste Météora possède sur ses joues des trèfles à trois feuilles vert sombre. Au début, lorsqu'elle était "normale", ses trèfles n'apparaissaient pas, sauf lorsqu'elle perdit son sang-froid devant la pagaille provoquée par Star, Tête de Licorne et Marco, mais elle en reprit vite le contrôle et les fit disparaître très rapidement.

EclairsSolaria, mère de Eclipsa et reine-guerrière, possédait des marques jaune or en formes d'éclairs, similaires à son épée.

Autres symboles connus
- Sabliers dorés (Skywinne)
- Lapins roses (Crescenta)
- Infinis bruns (Rhina)
- Fleurs jaunes (Estrela)
- Papillons parmes (Comet)
- Etoiles à 5 branches roses (Etheria)
- Trèfles à 4 feuilles mauves (Jushtin )
- Ronds gris (Dirhhennia)
- Balais, couleur inconnue (Lyric)

Indivius connus aux marques inconnues
- Soupina Butterfly

## Fiche technique
- Titre original : Star vs. the Forces of Evil[1]
- Titre français : Star Butterfly
- Création : Daron Nefcy
- Réalisation : Mike Mullen, Aaron Hammersley, Piero Piluso, Dominic Bisignano, Giancarlo Volpe, John Infantino, Brett Varon, Tyler Chen, Sage Cotugno, Amelia Lorenz
- Scénario : Mike Mullen, Ian Wasseluk, Aaron Hammersley, Daron Nefcy, Dominic Bisignano, Christopher Graham, Piero Piluso, Carlos Ramos, Scott O'Brien, Kyle Neswald, Carder Scholin, Nate Cash, Tyler Chen, Evon Freeman, Jushtin Lee, Le Tang, Giancarlo Volpe, etc.
- Direction artistique : Israel Sanchez, Josh Parpan, Justin Parpan
- Montage : Ted Supa, Yoonah Yim
- Musique :
  - Compositeur : Brian H. Kim
  - Compositeurs de musique thématique : Brad Breeck, Daron Nefcy, Ego Plum (saisons 1-2), Brian H. Kim (saisons 3-4)
  - Thème d'ouverture : "Je viens d'une autre dimension" (I'm from Another Dimension), de Brad Breeck
  - Thème de fermeture :
    - Saisons 1-2 : "Star Butterfly : générique de fin" (Star vs. the Forces of Evil End Theme), d'Eden Sher
    - Saisons 3-4 : "Princesse Star" (Shinning Star), d'Agnes Shin
- Production :
  - Producteur(s) : Aaron Hammersley (saisons 2-4), Dominic Bisignano (saison 2-4)
  - Producteur(s) excécutif(s) : Daron Nefcy, Dave Wasson (saison 1), Jordana Arkin (saison 1)
- Sociétés de production : Disney Television Animation
- Sociétés de distribution : Disney-ABC Domestic Television
- Pays d'origine :  États-Unis
- Langue originale : anglais
- Format : couleur — 16/9 HD — Dolby stéréo
- Genre : animation, fantasy, comédie, aventure, romance
- Nombre d'épisodes : 141 (24+42+38+37)[2]
- Durée : 23 minutes environ par double épisodes
- Dates de la première diffusion de la série :
  - États-Unis : 18 janvier 2015
  - France : 25 juin 2015

## Distribution

### Voix originales
- Eden Sher : Star Butterfly
- Adam McArthur (en) : Marco Diaz
- Alan Tudyk : Ludo Avarius / River Butterfly
- Grey Griffin : Moon Butterfly / Jackie-Lynn Thomas
- Artt Butler : Mr. Diaz
- Nia Vardalos : Mme Diaz
- Jeffrey Tambor : Glossaryck (1re voix)
- Keith David : Glossaryck (2e voix)
- Michael C. Hall : Toffee
- Jessica Walter : Meteora Butterfly (1re voix)
- Bryana Salaz : Meteora Butterfly (adolescente)
- Rider Strong : Tom Lucitor
- Amy Sedaris : Mina Loveberry
- Jenny Slate : Tête de licorne
- Jeff Bennett : Le Principal Skeeves
- Nate Torrence : Ferguson O'Durguson
- Matt Chapman : Alfonso Dolittle
- Dee Dee Rescher : Miss Skullnick
- Maurice LaMarche : Roi Licorne
- Nick Swardson : Sensei
- Joshua Rush : Jeremy Birnbaum
- Jon Heder : Oskar Greason
- Minae Noji : Brittney Wong
- Fred Tatasciore : Buff Frog (Krapotoro)
- Abby Elliott : Janna
- Esmé Bianco : Eclipsa Butterfly
- Jaime Camil : Globgor
- John DiMaggio : Lord Avarius
- Tress MacNeille : Lady Avarius
- Atticus Shaffer : Dennis Avarius

### Voix françaises
- Sophie Frison : Star Butterfly
- Pierre Lebec : Marco Diaz
- Alessandro Bevilacqua : Ludo Avarius
- Nathalie Stas : Tête de licorne
- Nicolas Matthys : Toffee
- Claire Tefnin : Mme Diaz / Janna Ordonia
- Prunelle Rullens : Moon Butterfly (adolescente)
- Nancy Philippot : Jackie Lynn Thomas
- Michel Hinderyckx : River Butterfly / Krapotoro
- Tony Beck : M. Diaz / Glossaryck
- Fabienne Loriaux : Eclipsa Butterfly / Kelly
- Matthieu Meunier : Tom / Dojo Senseï / Ruberiot (chant)
- Maxime Donnay : Principal Skeeves
- Véronique Fyon : Hekapoo
- Gauthier de Fauconval : voix additionnelles

Version française
- Société de doublage : Dubbing Brothers
- Adaptation et direction des chansons : Nathalie Delattre
- Adaptation : Nathalie Xerri
- Direction artistique : Véronique Fyon, Gauthier de Fauconval (saison 4)

## Épisodes
| Saison | Saison | Épisodes (segments) | États-Unis      | États-Unis        | France           | France          |
| Saison | Saison | Épisodes (segments) | Début de saison | Fin de saison     | Début de saison  | Fin de saison   |
| ------ | ------ | ------------------- | --------------- | ----------------- | ---------------- | --------------- |
|        | 1      | 13 (24)             | 18 janvier 2015 | 21 septembre 2015 | 3 juin 2015      | 5 mars 2016     |
|        | 2      | 22 (41)             | 11 juillet 2016 | 27 février 2017   | 9 octobre 2016   | 26 juin 2017    |
|        | 3      | 21 (38)             | 15 juillet 2017 | 7 avril 2018      | 14 décembre 2017 | 19 avril 2019   |
|        | 4      | 21 (37)             | 10 mars 2019    | 19 mai 2019       | 7 octobre 2019   | 28 février 2020 |

### Première saison (2015)
La première saison de Star Butterfly a été diffusée du 18 janvier 2015 au 21 septembre 2015. Elle contient 24 épisodes (13 double-épisodes) de 21 minutes.
| N° | #  | Titre original                                    | Titre français                                              | Diffusion originale | Diffusion française |
| -- | -- | ------------------------------------------------- | ----------------------------------------------------------- | ------------------- | ------------------- |
| 1  | 1  | Star Comes on Earth / Party with a Pony           | Star Sur terre/Mes meilleurs amis                           | 18 janvier 2015     | 3 juin 2015         |
| 2  | 2  | Matchmaker / School Spirit                        | L'Entremetteuse / L'Esprit d'équipe                         | 30 mars 2015        | 6 janvier 2016      |
| 3  | 3  | Monster Arm / The Other Exchange Student          | Tentacule tentateur / L'autre étudiant étranger             | 6 avril 2015        | 3 mars 2016         |
| 4  | 4  | Cheer Up, Star / Quest Buy                        | Courage Star ! / Panne de batterie                          | 13 avril 2015       | 3 mars 2016         |
| 5  | 5  | Diaz Family Vacation / Brittney's Party           | Les vacances de la famille Diaz / Une fête monstre          | 20 avril 2015       | 3 mars 2016         |
| 6  | 6  | Mewberty / Pixtopia                               | Puberté / Pixtopia                                          | 15 juin 2015        | 3 mars 2016         |
| 7  | 7  | Lobster Claws / Sleep Spells                      | Omar les Pinces / Star somnambule                           | 22 juin 2015        | 3 mars 2016         |
| 8  | 8  | Blood Moon Ball / Fortune Cookies                 | Le bal de la Lune Rouge / Prédictions sucrées               | 20 juillet 2015     | 3 mars 2016         |
| 9  | 9  | Freeze Day / Royal Pain                           | Temps suspendu / Surprise royale                            | 27 juillet 2015     | 3 mars 2016         |
| 10 | 10 | St. Olga's Reform School for Wayward Princesses   | Tentative d'évasion à Saint-Olga                            | 10 août 2015        | 4 mars 2016         |
| 11 | 11 | Mewnipendance Day / The Banagic Incident          | Reconstitution historique / Une idée rafraîchissante        | 17 août 2015        | 4 mars 2016         |
| 12 | 12 | Interdimensional Field Trip / Marco Grows a Beard | Une sortie scolaire interdimensionnelle / La barbe de Marco | 14 septembre 2015   | 4 mars 2016         |
| 13 | 13 | Storm the Castle                                  | Star contre Toffee                                          | 21 septembre 2015   | 5 mars 2016         |

### Deuxième saison (2016-2017)
La deuxième saison de Star Butterfly a été diffusée du 11 juillet 2016 au 27 février 2017. Elle contient 41 épisodes (22 double-épisodes) de 21 minutes.
| N° | #  | Titre original                       | Titre français                                          | Diffusion originale               | Diffusion française |
| -- | -- | ------------------------------------ | ------------------------------------------------------- | --------------------------------- | ------------------- |
| 14 | 1  | My New Wand / Ludo in the Wild       | Ma nouvelle baguette / Ludo à l'état sauvage            | 11 juillet 2016                   | 9 octobre 2016      |
| 15 | 2  | Mr. Candle Cares / Red Belt          | La journée d'orientation / La ceinture rouge            | 18 juillet 2016                   | 16 octobre 2016     |
| 16 | 3  | Star on Wheels / Fetch               | Star à vélo / Va chercher                               | 25 juillet 2016                   | 23 octobre 2016     |
| 17 | 4  | Star vs. Echo Creek / Wand to Wand   | Star en fuite / Baguette tragique                       | 1er août 2016                     | 30 octobre 2016     |
| 18 | 5  | Starstuck / Camping Trip             | Sœurs de boue / Camping                                 | 8 août 2016                       | 6 novembre 2016     |
| 19 | 6  | Starsitting / On the Job             | Mission Têtarsitting / Le bon, les brutes et le maïs    | 15 août 2016                      | 13 novembre 2016    |
| 20 | 7  | Goblin Dogs / By the Book            | Les hot-dogs lutin / L'art et la manière                | 12 septembre 2016                 | 13 novembre 2016    |
| 21 | 8  | Game of Flags / Girls' Day Out       | Réunion de famille / Maire de la salle de colle         | 19 septembre 2016                 | 13 novembre 2016    |
| 22 | 9  | Sleepover / Gift of a Card           | Le jeu de la vérité / La carte cadeau                   | 26 septembre 2016                 | 13 novembre 2016    |
| 23 | 10 | Friendennemies / Is Mystery          | Ennemitié inattendue / Krapotoro mène l'enquête         | 3 octobre 2016                    | 13 novembre 2016    |
| 24 | 11 | Hungry Larry / Spider with a Top Hat | Larry la vorace / Chapeau bas                           | 10 octobre 2016                   | 13 novembre 2016    |
| 25 | 12 | Into the Wand / Pizza Thing          | Immersion totale / Le jeudi de l'amitié                 | 7 novembre 2016                   | 13 novembre 2016    |
| 26 | 13 | Page Turner / Naysaya                | Chapitre interdit / Naysaya, la malédiction             | 14 novembre 2016                  | 13 novembre 2016    |
| 27 | 14 | Bon Bon the Birthday Clown           | Le retour de Bon Bon                                    | 21 novembre 2016                  | 12 mars 2017        |
| 28 | 15 | Raid the Cave / Trickstar            | À la recherche de Glossaryck / Tours de passe-passe     | 6 février 2017 / 7 février 2016   | 26 juin 2017        |
| 29 | 16 | Baby / Running with Scissors         | L'évaluation de Star / L'extraordinaire voyage de Marco | 8 février 2017 / 9 février 2017   | 26 juin 2017        |
| 30 | 17 | Mathmagic / The Bounce Lounge        | La boucle temporelle / Sauvons le Nuage-Club !          | 13 février 2017 / 14 février 2017 | 26 juin 2017        |
| 31 | 18 | Crystal Clear / The Hard Way         | Ne reste pas de glace / L'apprenti magicien             | 15 février 2017 / 16 février 2017 | 26 juin 2017        |
| 32 | 19 | Heinous / All Belts are Off          | Règlement de comptes / Les valeurs du karaté            | 20 février 2017 / 21 février 2017 | 26 juin 2017        |
| 33 | 20 | Collateral Damage / Just Friends     | La mascotte d'Echo Creek / Amis pour la vie             | 22 février 2017 / 23 février 2017 | 26 juin 2017        |
| 34 | 21 | Face the Music (1st part)            | Une tradition musicale (1re partie)                     | 27 février 2017                   | 26 juin 2017        |
| 35 | 22 | Starcrushed (2nd part)               | La déclaration (2e partie)                              | 27 février 2017                   | 26 juin 2017        |

### Troisième saison (2017-2018)
La troisième de Star Butterfly a été diffusée du 15 juillet 2017 au 7 avril 2018. Elle contient 38 épisodes (21 double-épisodes) de 21 minutes et un téléfilm.
| N° | #  | Titre original                                    | Titre français                                              | Diffusion originale | Diffusion française |
| -- | -- | ------------------------------------------------- | ----------------------------------------------------------- | ------------------- | ------------------- |
| 36 | 1  | Return to Mewni / Moon the Undaunted              | Retour sur Miouni / Moon la téméraire                       | 15 juillet 2017     | 14 décembre 2017    |
| 37 | 2  | Book Be Gone / Marco and the King                 | Ludo n'a pas voix au chapitre / Marco et le Roi             | 15 juillet 2017     | 14 décembre 2017    |
| 38 | 3  | Puddle Defender / King Ludo                       | Battre en retraite / Le Roi Ludo                            | 15 juillet 2017     | 14 décembre 2017    |
| 39 | 4  | Toffee                                            | Résistance                                                  | 15 juillet 2017     | 14 décembre 2017    |
| 40 | 5  | Scent of a Hoodie / Rest in Pudding               | Une odeur familière / Le fantôme de Glossaryck              | 6 novembre 2017     | 14 décembre 2017    |
| 41 | 6  | Club Snubbed / Stranger Danger                    | Duel de danse / Une dangereuse rencontre                    | 7 novembre 2017     | 14 décembre 2017    |
| 42 | 7  | Demoncism / Sophomore Slump                       | Chasseur de démons / Nostalgie de Miouni                    | 8 novembre 2017     | 10 juin 2019        |
| 43 | 8  | Lint Catcher / Trial by Square                    | L'écuyer du chevalier de la laverie / Esprit de compétition | 9 novembre 2017     | 13 juin 2019        |
| 44 | 9  | Princess Turdina / Starfari                       | Princesse Turdina / L'Experte en monstres                   | 13 novembre 2017    | 13 juin 2019        |
| 45 | 10 | Sweet Dreams / Lava Lake Beach                    | Les beaux rêves / La plage du Monde Souterrain              | 14 novembre 2017    | 13 juin 2019        |
| 46 | 11 | Death Peck / Ponymonium                           | La pétition de l'amitié / Le complot des sœurs Licorne      | 15 novembre 2017    | 13 juin 2019        |
| 47 | 12 | Night Life / Deep Dive                            | Double vie / Star sous hypnose                              | 16 novembre 2017    | 13 juin 2019        |
| 48 | 13 | Monster Bash                                      | Une fête monstrueuse                                        | 16 novembre 2017    | 13 juin 2019        |
| 49 | 14 | Stump Day / Holiday Spellcial                     | La fête de la souche / L’œil qui voit tout                  | 2 décembre 2017     | 13 juin 2019        |
| 50 | 15 | The Bogbeast of Boggabah / Total Eclipsa the Moon | Le monstre du marais Boggabah / Secret défense              | 3 mars 2018         | 13 juin 2019        |
| 51 | 16 | Butterfly Trap / Ludo, Where Art Thou ?           | Le procès par boîte / Recherche Ludo désespérément          | 10 mars 2018        | 13 juin 2019        |
| 52 | 17 | Is Another Mystery / Marco Jr.                    | Le départ de Krapotoro / Marco Junior                       | 17 mars 2018        | 8 juillet 2019      |
| 53 | 18 | Skooled / Booth Buddies                           | Le retour de Tête de Licorne / La cabine à photos           | 24 mars 2018        | 9 juillet 2019      |
| 54 | 19 | Bam Ui Pati! / Tough Love                         | La force de se battre / De la haine à l'amour               | 31 mars 2018        | 10 juillet 2019     |
| 55 | 20 | Divide                                            | Diviser pour mieux régner                                   | 7 avril 2018        | 11 juillet 2019     |
| 56 | 21 | Conquer                                           | La rage de vaincre                                          | 7 avril 2018        | 12 juillet 2019     |

### Quatrième saison (2019-2020)
La dernière saison de Star Butterfly a été diffusée du 10 mars 2019 au 19 mai 2019. Elle contient 37 épisodes (21 double-épisodes) de 21 minutes.
| N° | #  | Titre original                                                             | Titre français                                                             | Diffusion originale | Diffusion française               |
| -- | -- | -------------------------------------------------------------------------- | -------------------------------------------------------------------------- | ------------------- | --------------------------------- |
| 57 | 1  | Butterfly Follies                                                          | À la recherche de Moon                                                     | 10 mars 2019        | 7 octobre 2019                    |
| 58 | 2  | Escape from the Pie Folk                                                   | evasion                                                                    | 17 mars 2019        | 8 octobre 2019                    |
| 59 | 3  | Moon Remembers / Swim Suit                                                 | Les souvenirs reviennent / Les caprices d'Eclipsa                          | 17 mars 2019        | 18 octobre 2019                   |
| 60 | 4  | Ransomgram / Lake House Fever                                              | Télégramme de rançon / Les foudres de Lady Lucitor                         | 17 mars 2019        | 10 octobre 2019                   |
| 61 | 5  | Yada Yada Berries / Down by the River                                      | Statufiés / Nouvelle vie sans couronne                                     | 24 mars 2019        | 14 octobre 2019                   |
| 62 | 6  | The Ponyhead Show! / Surviving the Spiderbites                             | L'émission de Tête de Licorne / Première visite officielle                 | 24 mars 2019        | 15 octobre 2019                   |
| 63 | 7  | Out of Business / Kelly's World                                            | Liquidation / Un monde chevelu                                             | 31 mars 2019        | 16 octobre 2019                   |
| 64 | 8  | Curse of the Blood Moon                                                    | La malédiction de la Lune Rouge                                            | 31 mars 2019        | 17 octobre 2019                   |
| 65 | 9  | Princess Quasar Caterpillar and the Magic Bell / Ghost of Butterfly Castle | La princesse Quasar et la cloche magique / Le fantôme du château Butterfly | 7 avril 2019        | 21 octobre 2019 / 22 octobre 2019 |
| 66 | 10 | Cornball! / Meteora's Lesson                                               | Rencontre sportive / La leçon de Météora                                   | 7 avril 2019        | 23 octobre 2019 / 24 octobre 2019 |
| 67 | 11 | The Knight Shift / Queen-Napped                                            | Chevalier Marco / L'enlèvement de la reine Eclipsa                         | 14 avril 2019       | 28 octobre 2019 / 29 octobre 2019 |
| 68 | 12 | Junkin' Janna / A Spell with No Name                                       | Le repaire de Janna / L'union des sorts fait la force                      | 14 avril 2019       | 30 octobre 2019 / 31 octobre 2019 |
| 69 | 13 | A Boy and His DC-700XE / The Monster and the Queen                         | Bienvenue au club / Le monstre et la reine                                 | 21 avril 2019       | 26 février 2020                   |
| 70 | 14 | Cornonation                                                                | Le couronnement d'Eclipsa                                                  | 21 avril 2019       | 19 février 2020                   |
| 71 | 15 | Doop-Doop / Britta's Tacos                                                 | Les adieux de Star / La carte fidélité                                     | 28 avril 2019       | 19 février 2020                   |
| 72 | 16 | Beach Day / Gone Baby Gone                                                 | Journée Plage / Recherche bébés désespérément                              | 28 avril 2019       | 20 février 2020                   |
| 73 | 17 | Sad Teen Hotline / Jannanigans                                             | S.O.S, ados en détresse / Le passage secret                                | 5 mai 2019          | 21 février 2020                   |
| 74 | 18 | Mama Star / Ready, Aim, Fire!                                              | Le pays de l'oubli / Duel de titans                                        | 5 mai 2019          | 24 février 2020                   |
| 75 | 19 | The Right Way / Here to Help                                               | Le guerrier de Solaria / La face cachée de Moon                            | 12 mai 2019         | 26 février 2020                   |
| 76 | 20 | Pizza Party / The Tavern at the End of the Multiverse                      | La chasse aux monstres / La Taverne au bout des multivers                  | 12 mai 2019         | 27 février 2020                   |
| 77 | 21 | Cleaved                                                                    | Le choix de Star                                                           | 19 mai 2019         | 28 février 2020                   |